# Боротьба за мільйони
«Боротьба за мільйони» (англ. The Fight for Millions) — американська драма режисера Герберта Блаше 1913 року.

## Сюжет
Нью-йоркський детектив вирішує викрасти багатого банкіра з бригадою злочинців, щоб врятувати його дочку від нареченого.

## У ролях
- Барні Гілмор — детектив Делані
- Дарвін Карр — Дарвін Рассел
- Меріен Свейн — Гелен Гаррінгтон
- Джозеф Леверінг — Соренті
- Джордж Пекстон
- Джеймс О'Нілл